# قزلجه (حاجی‌لو)
قزلجه یک منطقهٔ مسکونی در ایران است که در دهستان حاجیلو واقع شده‌است. براساس سرشماری مرکز آمار ایران در سال ۱۳۹۵، قزلجه ۹۴۶ نفر جمعیت دارد. طایفه‌های مختلفی از جمله قنبری، بیات، عیوضی، حسینخانی و ... در این روستا زندگی میکنند. بیشتر مردم آن کشاورز و دامدار هستند. از خصوصیات اخلاقی مردم این روستا مهربانی و شجاعت می‌باشد.